# Udine (pokrajina)
Pokrajina Udine (tal. Provincia di Udine, furl. Provincie di Udin) je jedna od četiri pokrajine u talijanskoj regiji Furlanija-Julijska krajina. Glavni i najvažniji grad pokrajine je Udine.

## Povijest
Godine 1807., u doba francuske dominacije za vrijeme Napoleona, departman Passariano čije su Glavni grad bile Udine, sastojao se od okruga Udine, Tolmezzo, Gradisca i Cividale. Godine 1815., nakon pada Napoleona i dolaska Austrijanaca u Kraljevini Lombardiji i Veneciji je stvorena pokrajina Furlanija (Provincia del Friuli). Godine 1866., zbilo se pripojenje Kraljevini Italiji. Godine 1940., pokrajini Furlaniji je promijenjeno ime u pokrajina Udine. Godine 1968., 51 općina iz pokrajine je izdvojena u posebnu pokrajinu Pordenone.

## Zemljopis
Udinska pokrajina je daleko najveća i najnapučenija od sve četiri pokrajine ove regije. Pokrajina na sjeveru graniči s Austrijom (Koruška), na istoku s Slovenijom (Gorenjska i Primorska) i Goričkom pokrajinom, te na zapadu s pokrajinom Pordenone i regijom Veneto (pokrajine Belluno i Venecija). Regija se proteže od Alpa do Jadranskoga mora. Pokrajina zemljopisno spada u Furlaniju. Godine 1968., zapadni dio pokrajine je izdvojen u zasebnu pokrajinu Pordenone.

### Općine
Najveće od 137 općina (stanje 31. srpnja 2006.) u pokrajini su:
| Općina                   | Stanovništvo |
| ------------------------ | ------------ |
| Udine                    | 96.750       |
| Codroipo                 | 15.159       |
| Tavagnacco               | 13.783       |
| Latisana                 | 13.037       |
| Cervignano del Friuli    | 12.861       |
| Cividale del Friuli      | 11.515       |
| Gemona del Friuli        | 11.080       |
| Tolmezzo                 | 10.539       |
| Tarcento                 | 9.035        |
| Pasian di Prato          | 8.945        |
| San Daniele del Friuli   | 8.026        |
| Tricesimo                | 7.631        |
| San Giorgio di Nogaro    | 7.548        |
| Campoformido             | 7.458        |
| Manzano                  | 6.820        |
| Buja                     | 6.739        |
| Pozzuolo del Friuli      | 6.722        |
| Lignano Sabbiadoro       | 6.716        |
| Fagagna                  | 6.246        |
| Majano                   | 6.001        |
| Remanzacco               | 5.904        |
| San Giovanni al Natisone | 5.928        |
| Martignacco              | 5.821        |
| Pavia di Udine           | 5.665        |
| Povoletto                | 5.458        |
| Palmanova                | 5.291        |
| Basiliano                | 5.226        |
| Mortegliano              | 5.121        |

Od povijesno važnijih mjesta izdvaja se Akvileja (Aquileia). Najmanja općina u pokrajini je Drenchia s 163 stanovnika.

## Uprava
Zajednice općina u pokrajini su:
- Zajednica općina Attimis i Faedis ((tal.)stranica  Arhivirana inačica izvorne stranice od 25. kolovoza 2006. (Wayback Machine))
- Zajednica općina Pocenia, Rivignano i Teor
- Zajednica općina Pulfero, San Pietro al Natisone i Savogna ((tal.)(slov.)stranica  Arhivirana inačica izvorne stranice od 22. travnja 2007. (Wayback Machine))

Na području pokrajine postoje tri gorske zajednice (Comunità montana; Gorska skupnost):
| Gorska zajednica                                            | Položaj                     | Općine | Web stranica                                                                |
| Comunità Montana della Carnia                               | Tolmezzo                    | 28     | Arhivirana inačica izvorne stranice od 9. prosinca 2008. (Wayback Machine)  |
| Comunità Montana del Gemonese, Canal del Ferro e Val Canale | Pontebba, Gemona del Friuli | 15     | Arhivirana inačica izvorne stranice od 16. lipnja 2011. (Wayback Machine)   |
| Comunità Montana del Torre, Natisone e Collio               | San Pietro al Natisone      | 24     | Arhivirana inačica izvorne stranice od 8. studenoga 2014. (Wayback Machine) |

## Gospodarstvo
Po kakvoći života pokrajina Udine je među vodećim pokrajinama u Italiji. Udjel radne snage u stanovništvu je 64,8 %, od čega je 96,7 % zaposleno, a 3,3 % aktivno traži posao. 24,5 % zaposleno je u poljodjelstvu, 12,5 % u industriji, 14,5 % u graditeljstvu, 28,7 % u trgovini i turizmu i 19,7 % u uslužnim djelatnostima.

## Galerija fotografija
- Udine
- Villa Manin (Codroipo)
- Planina Coglians
- Palmanova
- Akvileja
- Lignano Sabbiadoro
- Cervignano del Friuli

## Vanjske poveznice
- Muzeji u pokrajini Udine  Arhivirana inačica izvorne stranice od 29. rujna 2007. (Wayback Machine)
- Državni arhiv pokrajine Udine  Arhivirana inačica izvorne stranice od 5. veljače 2007. (Wayback Machine)
- Udruga male i srednje industrije Udina
- Komora za trgovinu, industriju i poljoprivredu pokrajine Udine  Arhivirana inačica izvorne stranice od 10. ožujka 2011. (Wayback Machine)